# أليخاندرو جالياردي
أليخاندرو جالياردي (بالإسبانية: Alejandro Gagliardi) (6 أغسطس 1989 في الأرجنتين - ) هو لاعب كرة قدم أرجنتيني في مركز الوسط. لعب مع انيستتوتو وروزاريو سنترال ونويفا شيكاجو ويونيون دي سانتا في ونادي موريليا الرياضي ونادي أتليتكو للبنين ‏.

## روابط خارجية
- أليخاندرو جالياردي على موقع قاعدة بيانات كرة القدم.إي يو (الإنجليزية)
- أليخاندرو جالياردي على موقع Soccerway.com (الإنجليزية)
- أليخاندرو جالياردي على موقع AS.com (الإسبانية)